# Frederik Moltke (1854-1936)
 Der er flere personer med dette navn, se Frederik Moltke (flertydig).
Frederik Christian lensgreve Moltke (født 20. januar 1854 på Turebyholm, død 23. oktober 1936) var en dansk godsejer, politiker, kammerherre og hofjægermester, bror til Hemming Moltke.
Frederik Moltke var søn af lensgreve, kammerherre Frederik Georg Julius Moltke og hustru Caroline f. von der Maase. Han besad fra 1875 Grevskabet Bregentved og var ejer af den Moltkeske Malerisamling.
Han blev student fra Herlufsholm 1873 og tog året efter filosofikum. Han var kurator for Vemmetofte Kloster, Landstingsmand for 3 Landstingskreds fra 1894 til 1910 og sognerådsformand fra 1880 til 1921, formand for Præstø Amts Landboforening fra 1886, medlem af bestyrelsen for De samvirkende Landboforeninger i Sjællands Stift 1910-24, præsident for Dansk Fiskeriforening 1887-1902 og for Det kgl. danske Landhusholdningsselskab fra 1911 og næstformand for Dansk Ferskvands-Kultur. Han var Storkorsridder af Dannebrogordenen og Dannebrogsmand.
Han var medlem af bestyrelsen for Kysthospitalet på Refsnæs og af Foreningen til at fremme Blindes Selvvirksomhed; medlem af Komitéen for Børne- og Sygeplejen i Dansk Vestindien, af Landmandsbankens bankråd til 1922 og af Faxe Kalkbruds bestyrelse. Formand for Sparekassen for Grevskabet Bregentved og Omegn samt tilsynsmand ved Landbohøjskolen.
Han var gift med Magdalene "Magda" Estrup, f. 8. november på Skaføgård, datter af godsejer og konseilspræsident J.B.S. Estrup.